# 구진희
구나윤(1977년 1월 1일~)은 대한민국의 기업인이다. 구자홍 LS그룹 초대 회장의 장녀이다.

## 가족 관계
- 증조 할아버지 구재서(具再書)
- 증조 할어머니 진양 하씨(晉陽 河氏)
  - 백조부 구인회 (1907년 ~ 1969년)
  - 조부 구태회 (1923년 ~ 2016년)
  - 조모 최무 (1922년 ~ 2012년)
    - 아버지 구자홍 (1946년 ~ 2022년)
    - 어머니 지순혜 (1947년 ~ )
      - 남동생 구상모 (1988년 ~ )

    - 큰숙부 구자엽 (1950년 ~ )
    - 작은숙부 구자명 (1952년 ~ 2014년)
    - 막내숙부 구자철 (1955년 ~ )

  - 숙조부 구평회 (1926년 ~ 2012년)
  - 숙조모 문남
  - 숙조부 구두회 (1928년 ~ 2011년)
  - 숙조모 유한선